# Drakie
Drakie (v originále Firelight) je fantasy román od spisovatelky Sophie Jordan z roku 2011 o dračí dívce Jacindě. 

## Příběh
Jacinda, drakie, která dští oheň, se chce proletět s nejlepší kamarádkou Azurkou. Bohužel ji při letu nachytají lovci. Azurce se podaří utéct, Jacinda se musí schovat do jeskyně. Tam ji objeví jeden z lovců, pohledný Will, ale místo toho, aby ji ulovil, ji nechá žít. To Jacindě přijde divné. Ten den se její matka Zara rozhodně odstěhovat se z kmene a zabydlet se v Chaparralu, kde má Jacindina drakie uchřadnout. Už i kvůli její sestře Tamře, která se nikdy nepřevtělila. V Chaparralu však Jacinda potká Willa, v jehož blízkosti její drakie ožívá. Zamilují se do sebe. Jednoho dne Jacindu objeví Cassian, syn alfa samce kmene, a chce, aby se vrátila. Jacinda slibuje, že za týden odjede. Když ji Cassian zahlédne, jak je s Willem, je toho na něj moc a s Willem se popere. Jacinda zjišťuje, že Will má drakijskou krev - měl rakovinu a museli mu ji dát. Cassian ji odváží zpět do kmene.

## Trilogie
Drakie (v Česku vyšel román v roce 2012) je první díl trilogie. Následuje Drakie: Útěk, který v ČR vyšel 3. prosince 2012, třetí díl s názvem Drakie: Návrat vyšel v dubnu 2013.